# Pedro Leal (rugbista)
Pedro Miguel Leal (Lisbona, 28 aprile 1984) è un rugbista a 15 portoghese, mediano di mischia del GD Direito di Lisbona; con 259 punti internazionali è, al 2014, il secondo miglior realizzatore della Nazionale portoghese dopo Gonçalo Malheiro.

## Biografia
Cresciuto in una famiglia di rugbisti (suo zio e il suo fratello maggiore praticavano la disciplina), iniziò a giocare in giovane età e prima dei 17 anni aveva già vinto cinque titoli nazionali juniores.
A 17 anni fu contattato dall'accademia del Brive, in Francia, dove militò un paio di stagioni per poi tornare a Lisbona e laurearsi in economia; nel 2007 entrò nel Grupo Desportivo Direito e nel 2011 fece per un breve periodo parte della rosa del Nizza, in terza divisione francese, per cui fu miglior marcatore di stagione e di torneo, prima di lasciare il club che, per problemi economici, non poteva garantire lo stipendio ai suoi giocatori.
Nella stagione 2013-14 fece parte anche dei Lusitanos XV, formazione federale creata per disputare la European Challenge Cup.
Dal 2014 in Nazionale, prese parte alla Coppa del Mondo di rugby 2007 e, con 259 punti marcati a tutto il campionato europeo 2012-14, è il secondo miglior marcatore internazionale del Portogallo dopo Gonçalo Malheiro, fermo a 279.